# Thurber House
Thurber House (en español: Casa Thurber) es un centro literario para lectores y escritores ubicado en Columbus, Ohio, y la antigua casa histórica del autor, humorista, y dibujante de The New Yorker James Thurber. Thurber House está dedicada a promover las artes literarias por presentar programación literaria de calidad, aumentar apoyo para artistas literarios, y conmemorar los logros literarios y artísticos de Thurber. La casa está en el Registro Nacional de Lugares Históricos por sí misma y como parte del Distrito histórico de la Avenida Jefferson.

## Historia
James Thurber nació en Columbus en una casa diferente. La familia de Thurber alquiló esta casa en la Avenida Jefferson mientras él era estudiante en la Universidad Estatal de Ohio. Él y su familia vivieron allí hasta 1917. Luego, Thurber escribió de sus experiencias aquí en su libro My Life and Hard Times (Mi vida y tiempos duros). Thurber dijo que sintió a un fantasma en la casa el 17 de noviembre de 1915, y el incidente inspiró su cuento The Night the Ghost Got In ("La noche en que el fantasma se metió a la casa"). El escritor William O'Rourke que vivió en la casa en 1984 escribió su propia versión titulada The Night the Ghost Didn't Get In ("La noche en que el fantasma no se metió a la casa"), publicada en la revista Poets & Writers en 1988. El cuento de Thurber The Night the Bed Fell fue también inspirado por eventos en la casa.
Esta época de la vida de Thurber fue difícil, en particular debido a su experiencia en la universidad. Puesto que él tenía limitaciones físicas, incluyendo vista mala, se desempeñó pobremente en las clases de gimnasio y el entrenamiento militar. No fue invitado a unirse con una fraternidad y, por eso, encontró pocas conexiones sociales. Aunque se inscribió para clases como estudiante de segundo año, 1914–1915, mayoritariamente dejó de asistir a las clases y reprobó todas. Eventualmente, se hizo amigo de la ex-estrella infantil Elliott Nugent, que ayudó a Thurber a hacerse más extrovertido. Thurber se convirtió en el coeditor del periódico universitario y contribuyó a la revista humorística antes de volverse su editor.
Thurber salió de la universidad en 1918, en medio de la Primera Guerra Mundial. Por algunos años trabajó para el periódico Columbus Dispatch antes de mudarse a Nueva York. En 1927, empezó su asociación con The New Yorker y contribuyó a esa revista durante el resto de su carrera. En el fondo, pasó relativamente poco tiempo en Columbus, pero sus experiencias allá influyeron en sus escritos. Como él notó alguna vez, "Muchos de mis libros prueban que nunca estoy lejos de Ohio en mis pensamientos, y que a menudo los relojes que dan la hora en mis sueños son los relojes de Columbus".

## Museo
Thurber House abrió al público como una casa museo en 1984 después de renovaciones extensivas a la casa histórica. El mobiliario ha sido restaurado al periodo de cuando la familia Thurber vivió allí desde 1913 a 1917. Los visitantes pueden ver los dos primeros pisos, los cuales contienen un salón formal, una sala de estar, un comedor, cinco cuartos, y un baño. Se permite que los huéspedes interactúen con muchos de los materiales en el museo, como sentarse en las sillas o tocar el piano. La habitación de los padres presenta a una exhibición temporal de memorabilia de Thurber, incluyendo una exposición de dibujos de Thurber que se convirtieron en portadas de The New Yorker.
La Thurber House es parte del Centro Jefferson de Aprendizaje y las Artes, una trama de una manzana de casas de estilo Reina Ana de la edad Victoriana, que es sede de organizaciones sin ánimo de lucro culturales y así como de servicios sociales.

## Eventos
Desde abrir como un museo, Thurber House se ha convertido en un punto de reunión para lectores, escritores, y entusiastas de Thurber a cualquier edad. Sus programas para los dos niños y adultos incluyen lecturas por parte de autores, clases de escritura, y celebraciones de la vida de Thurber. 
Por sus eventos "Noches con autores", una serie de lecturas y recepciones con autores conocidos nacionalmente, la Thurber House ha atraído autores bien conocidos como John Updike, T. C. Boyle, Tracy Chevalier, y Scott Turow. Además la Thurber House hospeda a dos escritores residentes cada año en el Programa de Escritor Residente John E. Nance y el Programa de Escritor Residente de Literatura Infantil. El Escritor Residente vive en el piso más alto de la Casa Thurber por cuatro semanas. El Escritor Residente de Literatura Infantil también enseña diez horas cada semana para el campamento literario de verano de Thurber House.
El Thurber Prize for American Humor (Premio Thurber de Humor Americano) se ha convertido en la denominación nacional más alta para el arte de escritura humorística. Sus programas para niños, incluyendo el popular campamento de verano y su programa de invierno, Magos Escritores (Writing Wizards, han apoyado a miles de escritores jóvenes.  